# Isaac Kiprono Songok
Isaac Kiprono Songok, född den 25 april 1984, är en kenyansk friidrottare som tävlar i medel- och långdistanslöpning.
Hans genombrott kom vid VM för ungdomar 2001 där han vann guld på 1 500 meter. Hans första internationella mästerskap för seniorer blev VM 2003 i Paris där han blev nia på 1 500 meter. Han deltog även vid Olympiska sommarspelen 2004 i Aten där han i finalen slutade på tolfte och sista plats på 1 500 meter. 
Vid VM 2005 valde han att springa den längre sträckan 5 000 meter och slutade där på tionde plats i finalen. Under Golden League 2006 vann han 1 500 vid Bislett Games och hindrade därmed Kenenisa Bekele från att bli slutsegrare.